# Símbolo de copyright
El símbolo de copyright, © (una letra C rodeada por un círculo para indicar los derechos de autor), es el símbolo que se utiliza para marcar obras, más allá de grabaciones de sonido, indicando que su uso puede estar restringido. El uso del símbolo está descrito en la Convención Universal sobre Derecho de Autor. El símbolo es ampliamente reconocido pero, según el Convenio de Berna, ya no es necesario en la mayoría de naciones para hacer valer un nuevo derecho de autor.

## Ley en EE. UU.
En Estados Unidos, la ley del convenio de Berna de 1988, que entró en vigor el 1 de marzo de 1989, eliminó el requisito del símbolo de la ley de derechos de autor de los EE. UU., pero su presencia o ausencia es legalmente significativa en las obras publicadas antes de esa fecha, y sigue afectando a los recursos disponibles para un titular de derechos de autor cuyo trabajo se infringe.

### Historia
Anteriormente, en el siglo XVII, los símbolos que indican el estado de los derechos de autor de una obra se podían ver en almanaques escoceses de la década de 1670; en ellos, los libros incluían una copia impresa del escudo de armas de la localidad para indicar su autenticidad.
La primera vez que se exigió un aviso de derechos de autor fue con la Ley de derechos de autor de 1802 en Estados Unidos. Este aviso rezaba: «Entró según a la ley del Congreso, en el año        , por A. B., en la oficina del bibliotecario del Congreso, en Washington». En general, este aviso tenía que aparecer en la propia obra protegida por derechos de autor, pero en el caso de una «obra de Bellas Artes», como una pintura, podría estar inscrito en la parte trasera de la obra. La ley de derechos de autor se modificó en 1874 para permitir un aviso mucho más corto: «Copyright, 18        , por A. B.».
El símbolo de copyright o derechos de autor © se introdujo en los Estados Unidos en la sección 18 de la Ley de derechos de autor de 1909 e inicialmente se aplicó solo a obras pictóricas, gráficas y escultóricas. La Ley de derechos de autor de 1909 estaba destinada a ser una reescritura y revisión completa de la ley de derechos de autor existente. Como se propuso originalmente en el borrador del proyecto de ley, la protección de los derechos de autor requería colocar la palabra «Copyright» o una abreviatura en la propia obra de arte. En el caso de los artistas de cuadros, se negaban a poner más que su nombre en la obra, así que finalmente se llegó a un acuerdo para crear la posibilidad de añadir una marca relativamente discreta, la letra C mayúscula dentro de un círculo, para que apareciera en la obra junto al nombre del artista, indicando la existencia de un aviso de derechos de autor más elaborado en otro lugar que aún no se había publicado. De hecho, la versión del proyecto de ley que se presentó al Congreso en 1906, compilada por la Comisión de Derechos de Autor bajo la dirección del bibliotecario del Congreso, Herbert Putnam, contenía una disposición según la cual se establecía un símbolo especial de derechos de autor, con la letra C (de «Copyright») encerrada en un círculo, podría utilizarse en lugar de la palabra completa o una abreviatura como «Copr.», pero solo para una categoría limitada de obras protegidas por derechos de autor, incluidas las obras de arte; pero no se permitía en libros ni publicaciones periódicas ordinarias.
Una enmienda de 1954 a la ley anterior amplió el uso del símbolo a cualquier trabajo publicado con derechos de autor: el símbolo se permitió como una alternativa a la palabra «Copyright» o su abreviatura «Copr.» en todos los avisos de derechos de autor.

### Aviso decopyrightde EE. UU.
En los Estados Unidos, el aviso de derechos de autor consta de:
- «©» o la palabra «Copyright» o la abreviatura «Copr.».
- El año de la primera publicación de la obra con derechos de autor.
- La identificación del propietario de los derechos de autor, ya sea por nombre, abreviatura u otra designación por la que se le conozca generalmente.

Por ejemplo, para un trabajo publicado por primera vez en 2011: © 2011 Arturo Pérez-Reverte

## Representación digital
El carácter está mapeado en Unicode como U+00A9 © COPYRIGHT SIGN. Unicode también U+24B8 Ⓒ CIRCLED LATIN CAPITAL LETTER C y U+24D2 ⓒ CIRCLED LATIN SMALL LETTER C, con una apariencia similar a la del símbolo.

### Escribiendo el símbolo
Debido a que el símbolo © no está disponible en las máquinas de escribir típicas o en ASCII, durante mucho tiempo ha sido común la utilización de este símbolo con los caracteres (c) (una letra «c» entre paréntesis), una práctica que ha sido aceptada por la Oficina de Derecho de Autor de los EE. UU. en ambas leyes de derechos de autor de 1909 y 1976. El software de procesamiento de textos con función de autocorrección puede reconocer esta secuencia de tres caracteres y convertirla automáticamente en un único símbolo de copyright.
En los sistemas informáticos modernos, el símbolo © formal se puede generar utilizando cualquiera de estos métodos:
- Windows :Alt+0 1+6+9[16]
- Mac :Option+g[17]
- linux :Compose+O+C[18]
- Sistema operativo Chrome :Ctrl+⇧ Mayús+u,  a+9, y luego ↵ Entrar o Espacio[19]
- HTML : © o &#169;[20]

## Símbolos relacionados
- El símbolo de derechos de autor de una grabación de sonido es el símbolo ℗ (la letra P mayúscula rodeada en un círculo) y se utiliza para designar los derechos de autor de una grabación de sonido.[21]
- El símbolo de copyleft 🄯 es una letra C mayúscula al revés en un círculo (símbolo de copyright © a la inversa). No tiene significado legal.[22]
- El símbolo de marca registrada es el símbolo ® (la letra R mayúscula rodeada en un círculo) y se usa en algunas jurisdicciones para designar una marca registrada que ha sido registrada en una oficina de registro oficial (como la Oficina de Patentes y Marcas Registradas de los EE. UU.).
- El símbolo no obligatorio que se utiliza en un aviso de protección laboral con mascarilla es Ⓜ (la letra M mayúscula encerrada en un círculo).[23]